# Charles Demôle

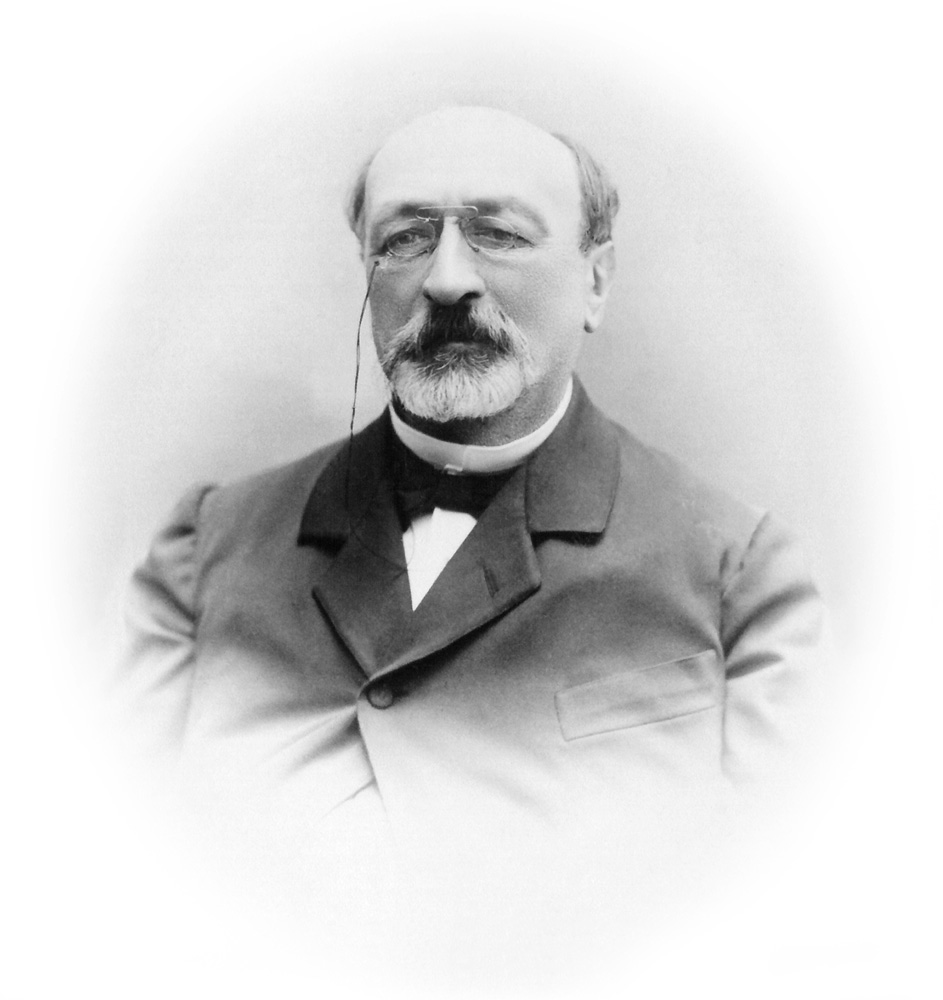
Charles Demôle

Charles Demôle (* 22. März 1828 in Charolles; † 18. Juni 1908 in Saint-Julien-de-Civry) war ein französischer Anwalt und ein Politiker der Dritten Republik.

## Leben

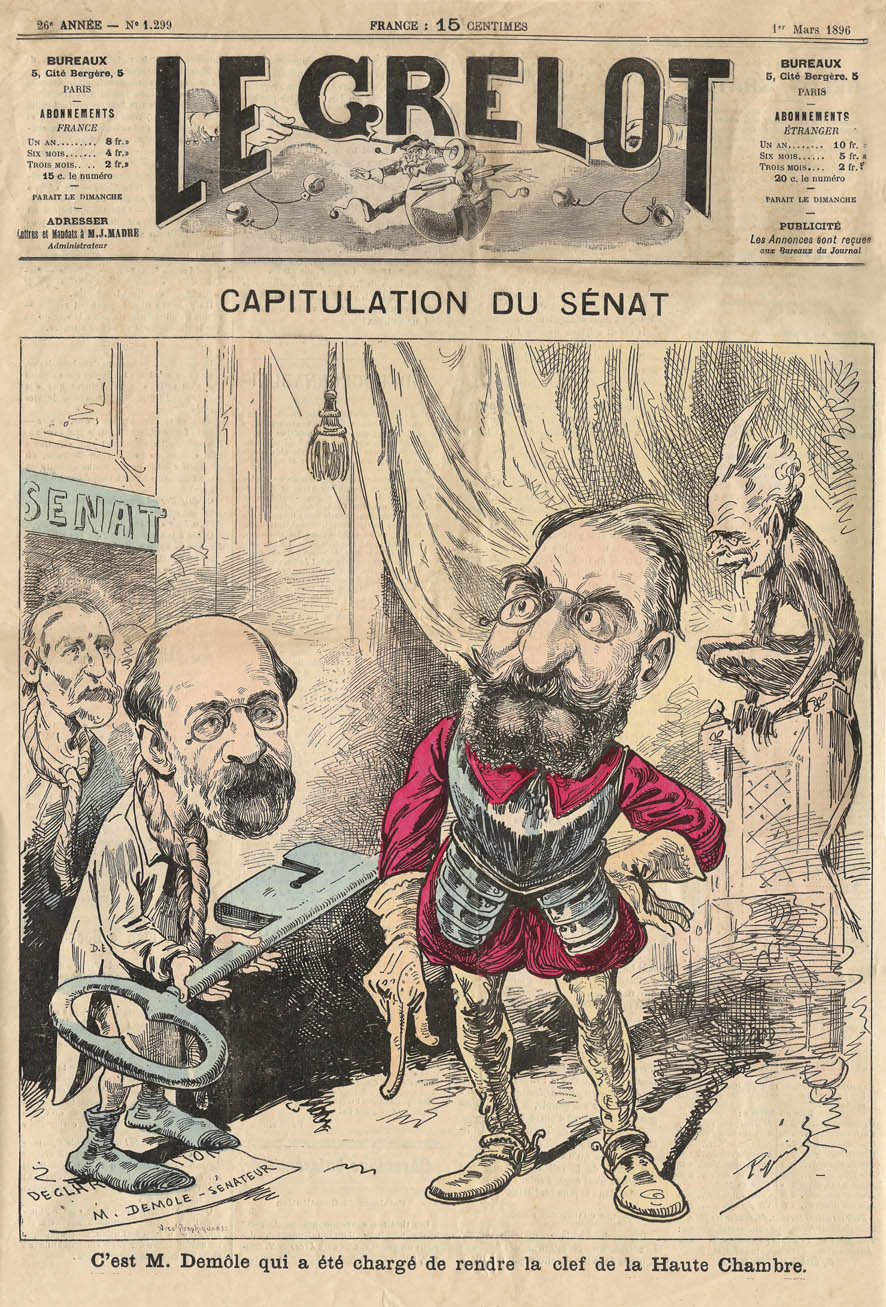
Karikatur von Pépin in Le Grelot vom 1. März 1896: Charles Demôle übergibt den Schlüssel des Senats an den Regierungschef Léon Bourgeois (Anspielung auf Die Bürger von Calais)

Charles Demôle besuchte zunächst die rechtswissenschaftliche Fakultät in Dijon und schloss sein Studium ab 1847 in Paris ab. Er unterstützte aktiv die Februarrevolution 1848 und stand 1851 in Opposition zum Staatsstreich Louis-Napoléon Bonapartes. Demôle arbeitete als Anwalt in Charolles und versuchte 1869 erfolglos, erstmals ein politisches Amt zu erringen.
Nach dem Fall des Kaiserreichs wurde er zum Unterpräfekten von Charolles ernannt und reichte im Februar 1871 seinen Rücktritt ein, da er bei den Parlamentswahlen – wenn auch erneut erfolglos – auf der Liste Léon Gambettas kandidierte. In der Lokalpolitik verankert, wurde er 1879 für das Département Saône-et-Loire zum Senator gewählt. Dieses Amt übte er bis zu seinem Tode aus. Im Senat gehörte er der Union républicaine an.
1885 wurde er zum Minister für öffentliche Arbeiten im Kabinett Brisson I ernannt; im nachfolgenden Kabinett Freycinet III amtierte er bis Ende 1886 als Siegelbewahrer und Justizminister. Er war 1889 Mitglied der Anklagekammer des Haute Cour de Justice (Hohen Gerichts) beim Prozess gegen General Boulanger und anschließend von 1891 bis 1895 und von 1898 bis 1902 Vizepräsident des Senats.

## Werke
Die französische Nationalbibliothek führt eine Vielzahl von Werken auf. Hauptsächlich handelt es sich dabei um Veröffentlichungen von Verwaltungstexten aus seiner Ministerzeit.